# Rock and roll
El rock and roll (escrit també com a rock & roll o rock 'n' roll o R'n'r) és un gènere de la música popular que es configurà als Estats Units a finals dels 1940 i principis dels 1950. Les seves arrels es troben, sobretot, en el blues, el rhythm-and-blues, el country, la música folk, el gòspel i el jazz. Ben aviat, el gènere va difondre's a la resta del món i es va desenvolupar. A poc a poc va donar lloc al rock modern. També és un ball de saló que es balla amb aquesta música.
Actualment, la denominació rock and roll cobreix dos significats diferents, ambdós en ús habitual, si més no en llengua anglesa: l'American Heritage Dictionary i el Merriam-Webster Dictionary coincideixen a definir el rock and roll com a sinònim de música rock. No obstant això, el Diccionari Grove estableix que 
| « | [rock and roll] és un terme a vegades emprat de manera àmplia per a referir-se a la música popular de la segona meitat del segle xx, però que sovint designa de manera més concreta un estil dels 1950s | » |

 Si el diccionari Grove parla de "a vegades" i "sovint" per definir els dos tipus d'usos de l'expressió, Allwords.com defineix el terme com a referit específicament a la música dels cinquanta. Amb el propòsit de diferenciar-los, aquest article es basa en la segona definició, mentre que el gènere més ampli es troba descrit i discutit a l'article rock.
El rock and roll clàssic es toca amb una o dues guitarres elèctriques (una és la principal i l'altre la rítmica), un contrabaix -que a partir de mitjans dels cinquanta fou substituït per un baix elèctric-, i una bateria. En els primers estils del rock and roll de finals dels quaranta i primers cinquanta, l'instrument principal era el piano o el saxòfon, però des de mitjan anys cinquanta van ser substituïts per la guitarra elèctrica. El ritme és, en essència, el del blues boogie-woogie⁣⁣, amb accentuacions en els temps dèbils (2n i 4t), quasi sempre interpretats per la caixa
La seva enorme popularitat i la difusió mundial que va tenir li va donar un impacte social únic. Va ser molt més d'un mer estil musical i, present als films i al nou mitjà de comunicació que era la televisió, va influir en les formes de vida, la moda, les actituds i el llenguatge.
Alguns dels artistes més destacats foren Elvis Presley, Bill Haley, Jerry Lee Lewis, Chuck Berry, Carl Perkins i Janis Joplin.

## Història

### Origen del terme
El 1951, el discjòquei nord-americà Alan Freed va començar a transmetre per ràdio rhythm & blues i música country per a una audiència multiracial, i es considera que va ser el primer a usar l'expressió "rock and roll" per descriure la música que difonia. L'expressió va ser presa per Freed de la mateixa música negra que difonia, que solia contenir-la en les lletres de les cançons, com el tema Rock and rolling (⁣⁣1939⁣⁣), de Bob Robinson, Rock and rolling mamma (1939) de Buddy Jones i Cherry Red (1939) de Joe Turner. Tres diferents cançons amb el títol Rock and roll van ser gravades a la fi de la dècada de 1940, creades per Paul Bascomb en 1947, Wild Bill Moore en 1948 i Doles Dickens in 1949. Llavors, l'expressió era d'ús comú en les lletres del R&B. En 1949, Erline Harris, va gravar el tema Rock and Roll Blues, en el qual repeteix constantment l'expressió i que li va valer el sobrenom de Erline "Rock and Roll".
L'expressió també va ser inclosa en 1950 en la publicitat del film Wabash Avenue, protagonitzat per Betty Grable i Victor Mature, on es deia que Grable era "la primera dama del rock and roll".

### Primers cantants i orígens

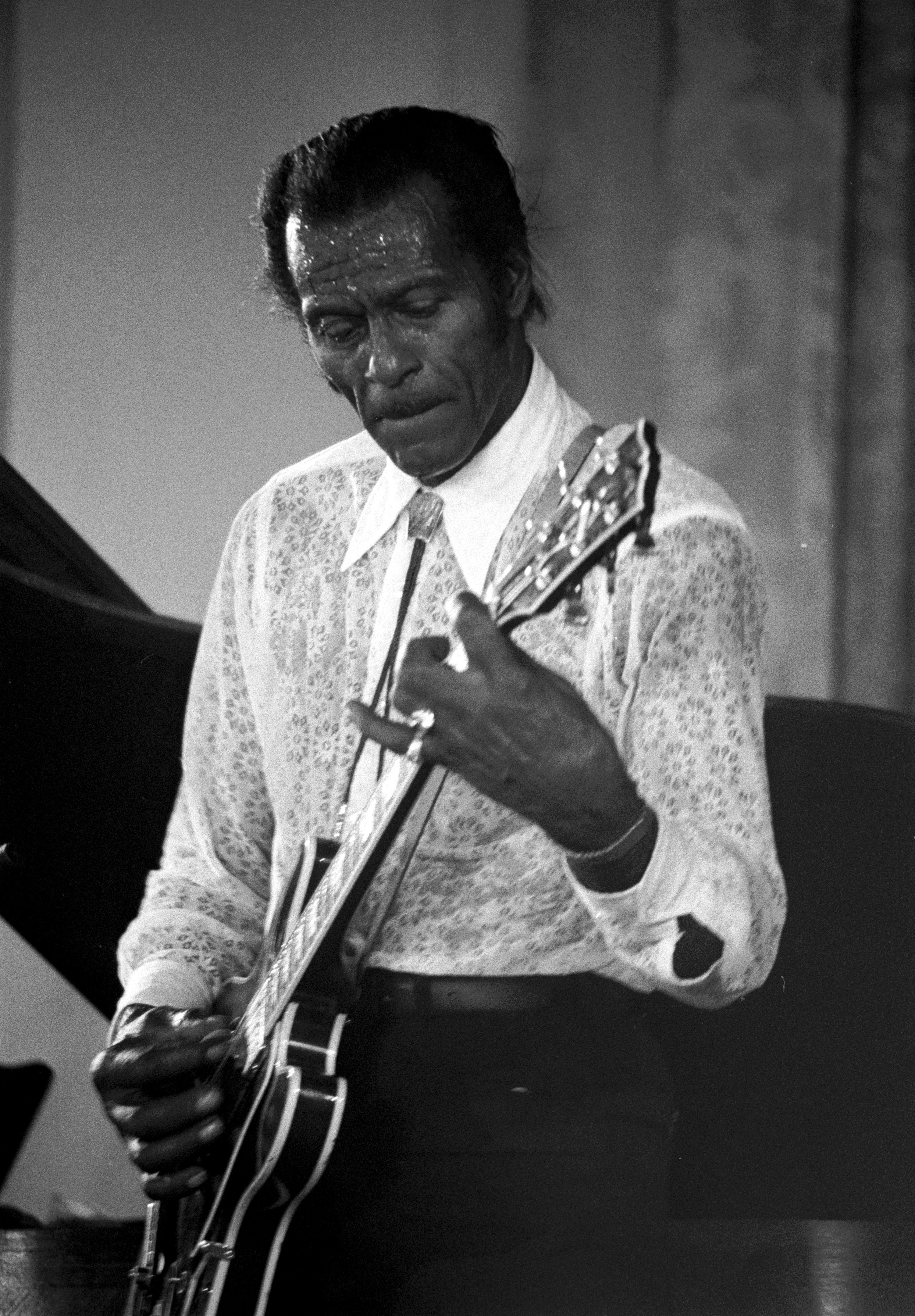
Chuck Berry.

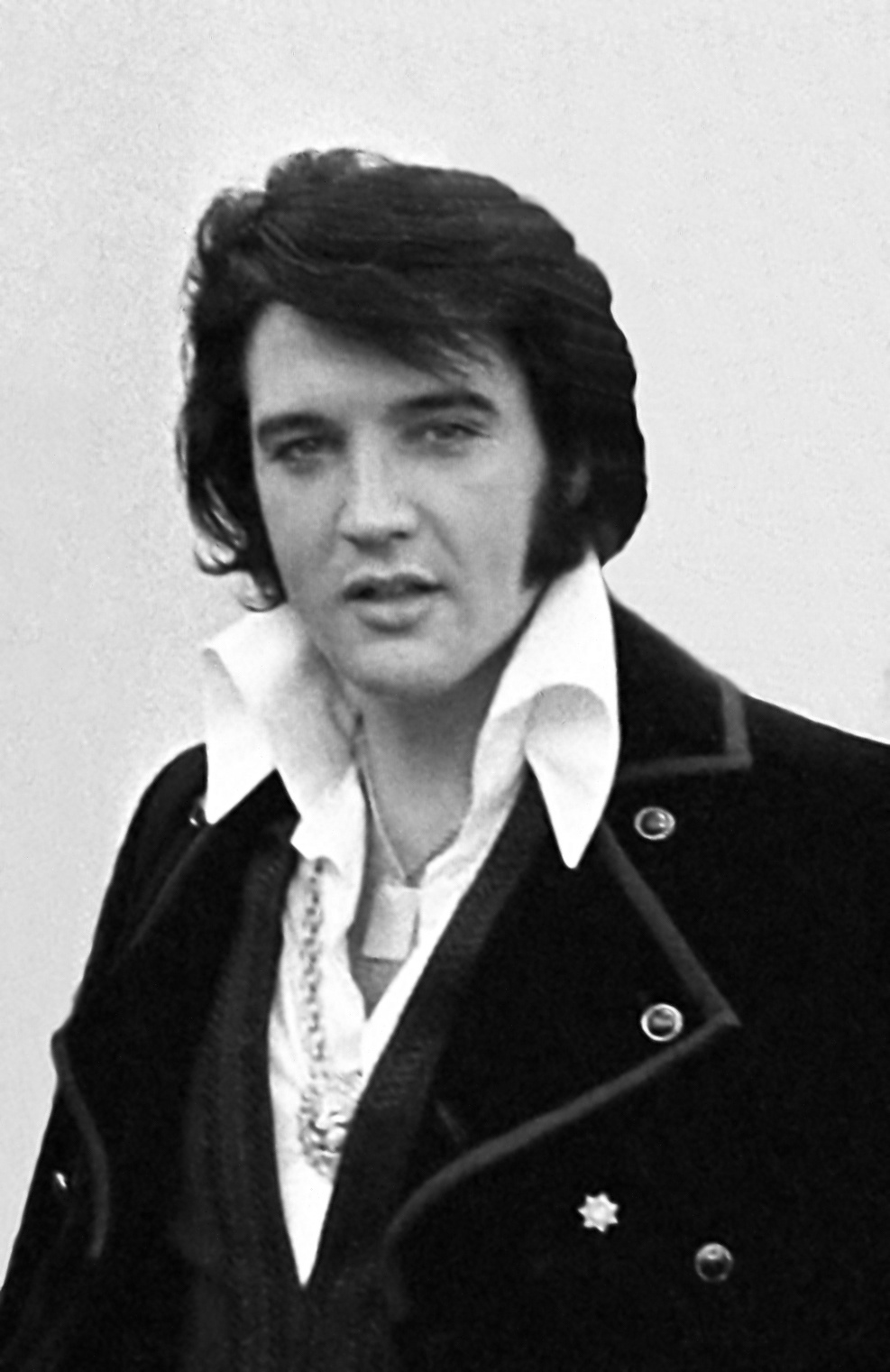
Elvis Presley a la Casa Blanca el 1970.

En la dècada de 1950, als Estats Units, els adolescents buscaven nous sons, noves sensacions. Per primera vegada, una música es dirigia directament a ells: el rock and roll.
En temps de l'esclavitud als Estats Units les comunitats negres van desenvolupar un potencial musical en el qual predominaven els càntics religiosos i ritmes propis que marcaven els dies de treball en les diverses plantacions que habitaven per aquell temps. Musicalment, la influència dels ritmes i sons africans es feien presents generant en un estil propi i divers que després es va materialitzar en el blues, el qual es convertiria en l'ingredient musical que més tard revolucionaria la música en l'àmbit mundial. D'altra banda, també la influència dels músics blancs a través del gènere musical denominat country i l'aparició de la guitarra elèctrica donaria naixement al que es va anomenar rhythm-and-blues, pare del rock and roll. Un dels seus precursors va ser Muddy Waters en 1949.
El terme rock and roll va començar a utilitzar-se per disminuir musicalment el popular ritme rhythm-and-blues, el qual denotava massa les lluites racials per a l'època.
Els seus inicis combinen elements del blues, del boogie-woogie, i del jazz, amb influències de la música folklòrica Apalache, (hillbilly), gospel, country i western especialitzat. Sol acreditar-se a Muddy Waters com al músic que va obrir el camí cap al rock and roll.
Hi ha els qui daten el seu origen el 1954, amb el treball discogràfic de Bill Haley i el seu grup Bill Haley & His Comets, especialment amb Crazy man crazy (1954) i el seu gran èxit Rock Around the Clock (1955), que tant influenciaria John Lennon. Uns altres consideren com a creador Little Richard o Elvis Presley i trien també com a data del començament del rock and roll a 1954, any en el qual Presley va editar el seu primer disc. Entre els músics destacats de l'època es poden citar a Jerry Lee Lewis, Little Richard, Bo Diddley, Fats Domino, Buddy Holly, Eddie Cochran, i Gene Vincent entre d'altres.